# Nubiologia

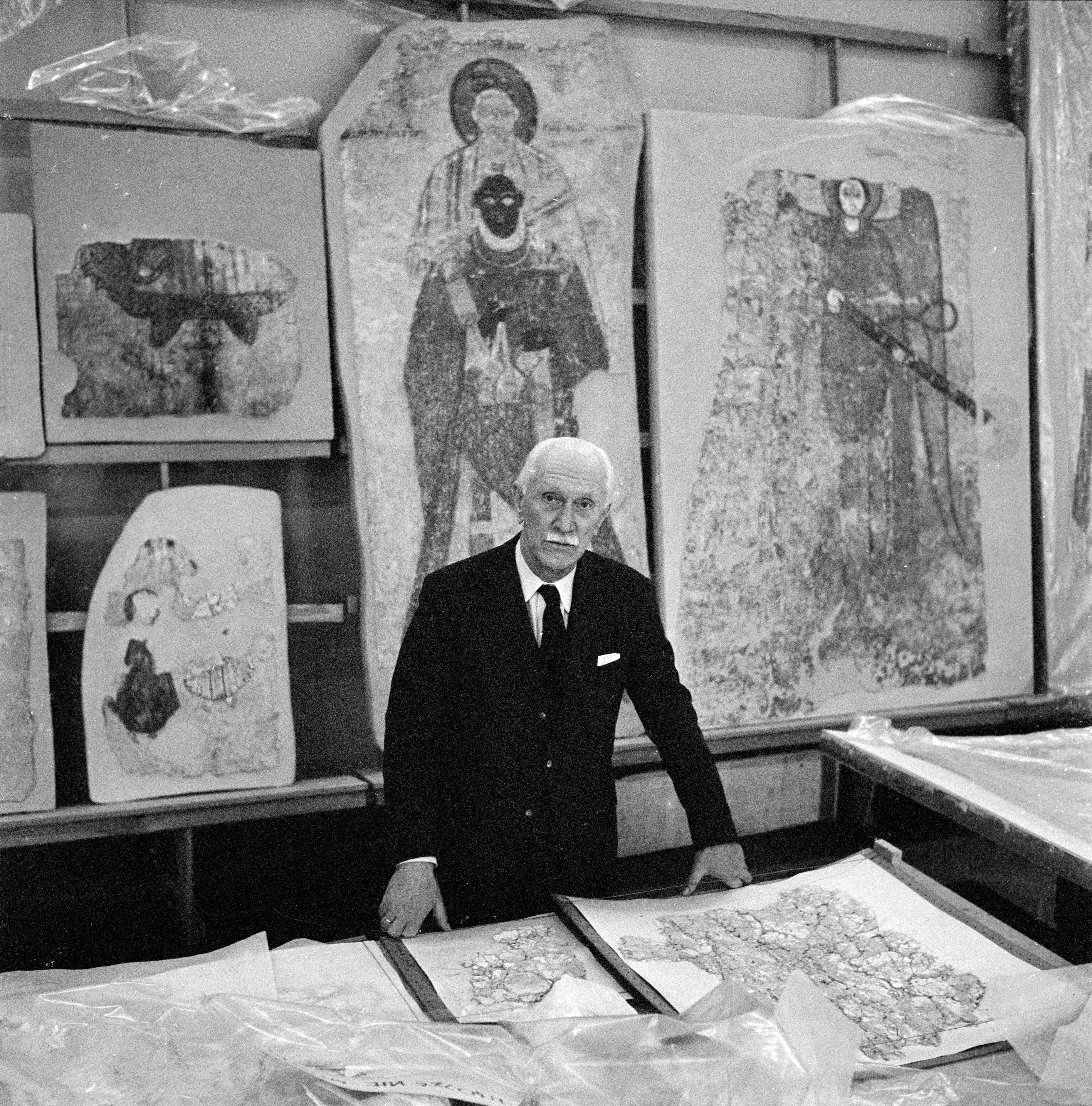
Kazimierz Michałowski, egittologo

La nubiologia, nota anche come archeologia sudanese o nubiana è specializzata nello studio della Nubia e delle sue antichità.
Si occupa della cultura materiale e della storia della Nubia, una regione storica situata nell'Africa nordorientale, nell'Egitto meridionale e nel Sudan settentrionale, tra la sesta e la prima cateratta del Nilo.
L'archeologia nubiana è da tempo parte dell'egittologia e in una certa misura lo è ancora oggi, poiché la maggior parte delle iscrizioni era redatta in geroglifici egizi e anche le culture del Sudan sono state a lungo fortemente influenzate dalla cultura egizia.
Il termine fu coniato dall'archeologo ed egittologo polacco Kazimierz Michałowski (1901–1981). In senso lato, la nubiologia è una scienza interdisciplinare che studia la storia e la cultura dell'antica Nubia, dell'Etiopia e dei Copti. Inoltre, questo termine è talvolta utilizzato per definire gli studiosi che studiano i siti antichi e le culture dell'antico Egitto meridionale.

## Storia
La nubiologia conobbe uno sviluppo significativo in seguito alla grande campagna di scavi per la costruzione della diga di Assuan (a partire dal 1961) e alla campagna UNESCO (1959-69), durante la quale furono scoperti magnifici monumenti di arte nubiana. Nel 1969, a Essen e nel 1972 a Varsavia, si tennero incontri di scienziati interessati alla Nubia e fu fondata la Società Internazionale di Nubiologia. Molti reperti rinvenuti durante gli scavi in Sudan sono conservati presso l'Università Humboldt di Berlino. Dal 1998 sono stati condotti scavi a Banganarti, nell'area dell'antica Dongola, nel Sudan settentrionale.

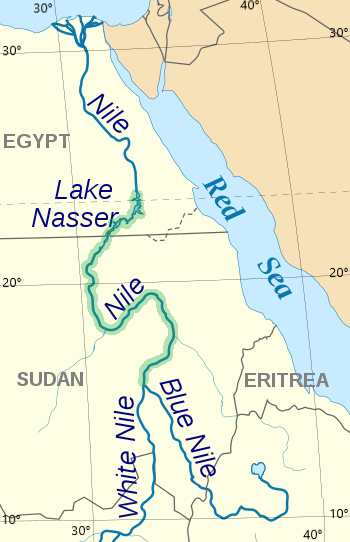
profilo della Nubia